# Jesper Birch
Jesper Birch född 23 mars 1963, dansk skådespelare
Birch studerade vid Lee Strasberg Theatre Institute i New York men redan före studierna var han verksam vid olika teatrar. Han filmdebuterade 1987 i filmen Rami og Julie. 

## Filmografi (urval)
- 2000 - Her i nærheden
- 1991 - En dag i oktober
- 1991 - Europa
- 1988 - Rami & Julie